# 正倉

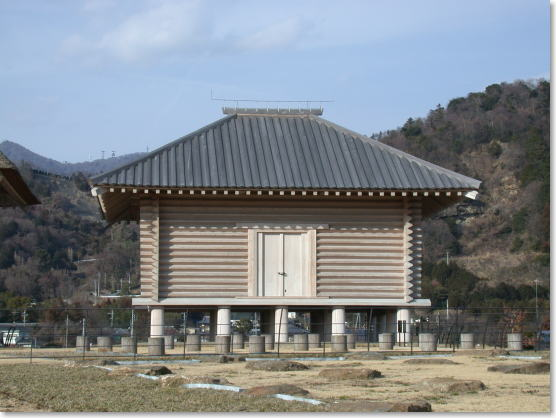
校倉造の高床倉庫として復元された平沢官衙遺跡の正倉（茨城県つくば市平沢）。

正倉（しょうそう）とは、日本の古代律令制において、中央・地方の官衙や寺院など公的な施設に設置された穀物や財物を保管する倉庫のこと。

## 概要
中央においては、大蔵省に租庸調を納める正倉があった。
地方では当初は各郡に正税を納める正倉があり、郡司が管理運用した。やがて管理運用権は国司へ移管され、多くが国府に移設された。
形や収納物によって様々な種類があり、形状別では高倉・円倉・長倉（横倉）など、側壁の構造別では甲倉・各倉・板倉・丸木倉・土倉など、収納物別では不動穀倉・穎倉・粟倉・塩倉などに分けることができる。
なお、側壁に用いた木材が倉の四隅で交差する構造をした倉を校倉（あぜくら）と呼称するが、これは壁材の木材が三角形構造をした甲倉において良く用いられ、後世には両者が混同されて甲倉構造をした倉庫を特に校倉造（あぜくらづくり）と呼ぶようになった。
大規模な正倉になると、一定の区画に複数の正倉が築かれて塀などで囲まれた区域が置かれることがあった。これを正倉院（しょうそういん）と呼ぶ。東大寺の正倉院も元々は数棟の校倉から成っていた（最大の校倉1棟が正倉院宝庫として現存する）。

## 地方の正倉
租や正税など官稲（かんとう）を収納する正倉は、国の管理下で郡家に付属しておかれるのが通例である。しかし、『出雲国風土記』によると意宇郡（おうぐん）では、山国郷・舎人郷・山代郷・拝志（はやし）郷に分置されていた。そのうち山代郷の正倉跡とされているのが、松江市大庭町の団原遺跡である。8世紀、9世紀、9世紀後半～10世紀の3期の建物郡が検出された。
出雲郡は漆治（しつじ）郷・美談（みたみ）郷、飯石郡（いいしぐん）は三屋（みとや）郷・須佐（すさ）郷・来島（きじま）郷、仁多郡は三沢郷・横田郷、大原郡は屋代郷に、分置されていた。

## 院の一覧
薩摩国・大隅国・日向国など九州では正倉に基づき、郡と並ぶ行政区画として「院」が置かれた。後に地名、さらにそれに由来する苗字として存続したものが多い。
薩摩国
- 伊集院
- 入来院
- 市来院
- 英禰院（あくねいん）
- 牛山院
- 給黎院（きいれいん）
- 栗野院
- 祁答院
- 知覧院
- 満家院
- 山門院

大隅国
- 小河院
- 加治木院
- 鹿屋院
- 蒲生院
- 櫛間院
- 財部院
- 禰寝院（ねじめいん）
- 菱刈院
- 深河院
- 横河院
- 吉田院

日向国
- 島津院
- 臼杵院
- 飫肥院
- 救仁院
- 新照院
- 新納院（にいろいん）
- 真幸院
- 三俣院
- 穆佐院（むかさいん）
- 土持院
- 都於院（とおいん）
- 長井院

豊後国
- 由布院